# Krunoslav Rendulić
Krunoslav Rendulić (ur. 26 września 1973 w Vinkovci) – chorwacki trener piłkarski i piłkarz występujący na pozycji środkowego obrońcy.  